# Malingas
Malingas es un caserío peruano ubicado en el distrito de Tambogrande, perteneciente a la provincia y departamento de Piura, al norte del Perú.

## Ubicación
Malingas se ubica al este de Tambogrande (provincia y departamento de Piura) en la costa norte del Perú; a 80 m s. n. m., entre las coordenadas: latitud 4°57′5″ S y longitud 80°14′51″ O del meridiano de Greenwich.

### Límites
Los límites de Malingas son:
| Punto Cardinal | Nombre de la zona                 |
| -------------- | --------------------------------- |
| Norte          | Distrito de Las Lomas (Piura)     |
| Sur            | Río Piura y Provincia de Morropón |
| Este           | Carretera Tambogrande/Las Lomas   |
| Oeste          | Provincia de Ayabaca              |

## Demografía
En 2017 Malingas tenía una población de 859 habitantes.
| Gráfica de evolución demográfica de Malingas entre 1993 y 2017 |
|                                                                |
| Fuentes: Población 1993 y 2017                                 |

## Economía
En la zona se producen sobre todo arroz, mango y plátano.